# 17201 Matjazhumar
17201 Matjazhumar este un asteroid din centura principală de asteroizi.

## Descriere
17201 Matjazhumar este un asteroid din centura principală de asteroizi. A fost descoperit pe 4 ianuarie 2000 la Socorro, New Mexico, în cadrul proiectului LINEAR. Asteroidul prezintă o orbită caracterizată de o semiaxă mare de 3,01 ua, o excentricitate de 0,14 și o înclinație de 1,5° în raport cu ecliptica.